# Strummin' with the Devil: Bluegrass Tribute to Van Halen
Strummin' with The Devil è un album tributo dedicato ai Van Halen pubblicato nel 2006 dalla casa discografica CMH Records.
Peculiarità di questo album è la partecipazione dell'ex-cantante della band stessa David Lee Roth in 3 delle 15 cover. L'album è disponibile in 2 versioni: con e senza le 3 canzoni con David Lee Roth.

## Tracce
1. Jump – 4:34
2. Jamie's Cryin' – 5:31
3. I'll Wait – 6:16
4. Runnin' With The Devil – 3:38
5. Dance The Night Away – 3:15
6. Ain't Talkin' 'Bout Love – 4:07
7. Hot For Teacher – 4:42
8. Feel Your Love Tonight – 3:25
9. Panama – 3:55
10. Unchained – 3:56
11. Ice Cream Man – 3:35
12. And The Cradle Will Rock – 3:40
13. Could This Be Magic? – 2:51
14. Eruption – 1:50
15. Jamie's Cryin' (Radio Edit) – 4:01

## Artisti e Gruppi partecipanti
- Tracce 1,2,15: David Lee Roth & The John Jorgenson Bluegrass Band
- Traccia 3: Blue Highway
- Traccia 4: The John Cowan Band
- Traccia 5: Mountain Heart
- Tracce 6,10: Iron Horse
- Traccia 7: David Grisman
- Traccia 8: Tony Trischka, Dudley Connell, Marshall Wilborn, Dave McLaughlin
- Traccia 9: Cornbread Red
- Traccia 11: Larry Cordle
- Traccia 12: The John Jorgenson Bluegrass Band
- Traccia 13: The Nashville Bluegrass Band
- Traccia 14: Dennis Caplinger